# Varna, Bolgarija
Varna (bolgarsko Варна) je tretje največje mesto v Bolgariji ter največje mesto in obmorsko letovišče na bolgarski črnomorski obali in v regiji severne Bolgarije. Mesto s strateško lego v Varnskem zalivu je že skoraj tri tisočletja pomembno gospodarsko, družbeno in kulturno središče. Zgodovinsko znana kot Odesos (starogrško Ὀδησσός), se je razvila iz tračanskega obmorskega naselja v glavno pristanišče ob Črnem morju.
Varna je pomembno poslovno, prometno, izobraževalno, turistično, zabaviščno in zdravstveno središče. Mesto se imenuje pomorska prestolnica Bolgarije in ima sedež bolgarske mornarice in trgovske mornarice. Leta 2008 je Svet Evrope Varno določil za sedež črnomorske evroregije. Leta 2014 je Varna prejela naziv Evropska prestolnica mladih 2017.
Najstarejši zlati zaklad na svetu, ki je pripadal Varnski kulturi, je bil odkrit v Varnski nekropoli in je datiran v 4600–4200 pred našim štetjem. Od odkritja Varnske nekropole leta 1974 je bilo najdenih 294 grobišč z več kot 3000 zlatimi predmeti v notranjosti.

## Etimologija
Teofan Spovednik prvič omenja ime Varna, kot je mesto dobilo ime, v kontekstu slovanskega osvajanja Balkana v 6. do 7. stoletju. Ime bi lahko bilo varjaškega izvora, saj so Varjagi dolga leta prečkali Črno morje in v zgodnjem srednjem veku dosegli Konstantinopel. V švedščini värn pomeni 'ščit, obramba' – zato bi Varna lahko pomenila 'branjeno, utrjeno mesto'. Vikingi so vdrli v naselje v srednjem veku. Ime je lahko starejše od tega; morda izhaja iz protoindoevropskega korena *u̯er- 'teči, mokro, voda, reka' (prim. Varuna) ali iz praslovanskega korena varn 'črn' ali iz iranskega bar ali var 'tabor, trdnjava'.
Po Teofanu je leta 680 Asparuh, ustanovitelj Prvega bolgarskega cesarstva, premagal vojsko Konstantina IV. blizu delte reke Donave. Pri zasledovanju teh sil je dosegel »tako imenovano Varno blizu Odisesa in njeno središče« (τὴν λεγομένην Βάρναν, πλησίον Ὀδυσσοῦ). Morda se je novo ime sprva nanašalo na sosednjo reko ali jezero, rimski vojaški tabor ali območje v notranjosti in šele pozneje na samo mesto.
Do poznega 10. stoletja je bilo ime Varna tako trdno uveljavljeno, da so ga Bizantinci okoli leta 975, ko so Bolgarom iztrgali nazaj nadzor nad območjem, obdržali, namesto da bi obnovili starodavno ime Odesos.

## Zgodovina

### Prazgodovina
{{glavni|Varnska nekropola]]
Prazgodovinske naselbine so najbolj znane po bakrenodobni nekropoli (radiokarbonsko datiranje sredi 5. tisočletja pr. n. št.), ključnem arheološkem najdišču v svetovni prazgodovini, istoimenski Varnski kulturi in mednarodno velja za najstarejšo veliko najdbo zlatih artefaktov na svetu, ki je obstajala znotraj meja sodobnega mesta. V širšem območju Varnskih jezer (pred letom 1900, sladkovodna) in sosednjih kraških izvirov in jam je bilo odkritih več kot 30 prazgodovinskih naselbin z najzgodnejšimi artefakti, ki segajo v srednji paleolitik ali pred 100.000 leti.

### Tračani
Od pozne bronaste dobe (13.–12. st. pr. n. št.) je bilo območje okoli Odesosa poseljeno s Tračani. Med 8.–9. pr. n. št. so lokalni Tračani imeli aktivne trgovske in kulturne stike z ljudmi iz Anatolije, Tesalije, Kavkaza in Sredozemskega morja. Te povezave so se odražale v nekaterih lokalnih produkcijah, na primer oblikah bronastih fibul tiste dobe, bodisi uvoženih bodisi lokalnih. Nobenega dvoma ni, da so interakcije potekale večinoma po morju in zaliv Odessos je eden od krajev, kjer so potekale izmenjave. Nekateri učenjaki menijo, da so v 1. tisočletju pr. n. št. regijo naselili tudi napol mitični Kimerijci. Primer njihove, verjetno naključne prisotnosti, je tumulus iz 8.–7. pr. n. št., najden v bližini Belogradca v oblasti Varna.
Območje okoli Odesosa je bilo gosto poseljeno s Tračani že dolgo pred prihodom Grkov na zahodno obalo Črnega morja. Pseudo-Scymnus piše: »...Okoli mesta [Odessos] živi tračansko pleme Crobises«. O tem pričajo tudi različne keramične posode, izdelane ročno ali na lončarskem vretenu, bronasti okraski za konjsko opremo in železno orožje, vse najdeno v tračanskih nekropolah iz 6.–4. pr. n. št. v bližini vasi Dobrina, Kipra, Brestak in drugih, vse v oblasti Varna. Tračanom v regiji so vladali kralji, ki so sklenili zveze z Odriškim kraljestvom, Geti ali Sapejci - velikimi traškimi državami, ki so obstajale med 5. in 1. st. pr. n. št. Med 336–280 pr. n. št. je te trakijske države skupaj z Odesosom osvojil Aleksander Veliki.
Arheološke najdbe so pokazale, da je bilo prebivalstvo severovzhodne Trakije zelo raznoliko, vključno z regijo okoli Odesosa. Med 6.–4. pr. n. št. je bila regija poseljena s Skiti, ki so običajno naseljevali osrednjo Evrazijsko stepo (južna Rusija in Ukrajina) in delno območje južno od reke Istros (tračansko ime spodnje Donave). Za njihovo kulturo značilno orožje in bronaste predmete najdemo po vsej regiji. Okraski za skitske konje so izdelani v 'živalskem slogu', ki je zelo blizu tračanskemu, kar je možna razlaga za pogosto mešanje obeh ljudi v severovzhodni Trakiji. O takem postopku pričajo številni bronasti artefakti, na primer aplikacije in sprednje plošče za konjske glave, pa tudi kalupi za tovrstne izdelke v bližnjih in bolj oddaljenih naselbinah. Od 4. st. pr. n. št. je bilo območje naseljeno z več Geti, ki so tračansko pleme, ki naseljuje obe obali okoli delte Donave.
Kelti so začeli naseljevati regijo po vdoru na Balkanski polotok leta 280 pr. n. št. Po vsej severovzhodni Bolgariji in celo blizu Odesosa so našli veliko bronastih predmetov s keltskimi okraski in tipičnim orožjem, ki so jih Tračani hitro prevzeli. Arkovna, 80 km blizu Odesosa, je bila verjetno stalna prestolnica zadnjega keltskega kralja Kavarja (270/260–216/210 pr. n. št.). Verjetno po propadu njegovega kraljestva so se Kelti pomešali z zelo številčnimi Tračani v državi. Med 2.–1. pr. n. št. v sedanji deželi Dobrudža med Dyonissopolisom (sodobni Balčik) in Odesosom so nastale številne majhne skitske države. Njihovi 'kralji' so svoje kovance kovali v kovnicah v mestih na zahodni obali Črnega morja, vključno z Odesom.
Zdi se, da so Tračani v severovzhodni Trakiji nerazviti v primerjavi s svojimi kolegi v Južni Trakiji. Ljudje so živeli v dveh vrstah naselij: neutrjenih, na rodovitnih območjih v bližini vodnih virov in kamnitih trdnjavah v težko dostopnem gorskem okolju, kjer so običajno bile kraljeve rezidence. Tračani so se ukvarjali s kmetijstvom, predelavo lesa, lovom in ribolovom. Med njihovimi umetniškimi obrtmi je obdelava kovin - predvsem orožja, izjemna obdelava brona, izdelava zapestnic, prstanov, fibul traškega tipa, konjskih okraskov, konic puščic. Lokalni zlatarji so iz zlata in srebra izdelali značilne tračanske ploščate oklepe, ceremonialne okraske za konje kraljev in aristokracije ter dragocene patere in ritone.
Kljub etnični raznolikosti, številnim notranjim in zunanjim konfliktom ter kulturnim razlikam so prebivalci severovzhodne Bolgarije in mest ob morski obali izkazali stabilno toleranco drug do drugega. Konservativnost zlahka opazimo v keramičnih predmetih in v religiji. Najvišje božanstvo med vsemi je bil traški jezdec, ki je imel na različnih mestih različna imena in funkcije. Častili so tudi božanstva, povezana z vodo, kot so tri gracije ali vodne nimfe in Zalmoksis pri Getih. Skozi stoletja, zlasti ob koncu helenističnega obdobja (2.–1. stoletje pr. n. št.), so Tračani prevzeli bolj izpopolnjeno helenistično kulturo in tako delovali kot posrednik za celinske Tračane.

### Antika
Odesos ali Odesus (grško Ὀδησσός) je eno najstarejših starodavnih naselbin v Bolgariji. Njegovo ime se pojavi kot Odesopolis (Ὀδησόπολις) v Periplu Psevdo-Skilaksa; in kot Odyssos ali Odyssus v Synecdemus in Prokopiju. Ustanovili so ga miletski Grki v drugi četrtini 6. stoletja pr. n. št. (585–550 pr. n. št.) na mestu prejšnje tračanske naselbine. Miletčani so v Odesosu proti koncu 7. st. pr. n. št. ustanovili apoikijo (trgovišče) (najzgodnejše grško arheološko gradivo je datirano v obdobje 600–575 pr. n. št.) ali, po Psevdo-Skimnu, v času Astjaga (tu se običajno predlaga 572–570 pr. n. št.), znotraj zgodnejše tračanske naselbine. Ime Odesos bi lahko bilo predgrško, verjetno karijskega izvora. Bil je predsedujoči član pontskega Pentapolisa, ki so ga sestavljali Odesos, Tomi, Kalatis, Mesembrija in Apolonija. Odesos je bil mešana skupnost – stično območje med jonskimi Grki in traškimi plemeni (Geti, Krobizoji, Terizi) v zaledju. Izkopavanja na bližnjih tračanskih najdiščih so pokazala neprekinjeno poselitev od 7. do 4. stoletja pred našim štetjem in tesne trgovske odnose s kolonijo. Grška abeceda se uporablja za napise v tračanščini vsaj od 5. stoletja pr. n. št.
Odesos je bil vključen v oceno Delske zveze leta 425 pr. Leta 339 pr. n. št. jo je neuspešno oblegal Filip II. Makedonski (Getski duhovniki so ga prepričali, da je sklenil pogodbo), a se je leta 335 pr. n. št. predal Aleksandru Velikemu, pozneje pa ji je vladal njegov diadoh Lizimah, proti kateremu se je leta 313 pr. n. št. uprl kot del koalicije z drugimi pontskimi mesti in Geti. Kljub temu je konec 4. st. pr. n. št. mesto postalo eno od trdnjav Lizimaha. Mesto je od tega časa postalo zelo uspešno zaradi močne pomorske trgovine s številnimi sredozemskimi državami in mesti, podprto s široko paleto lokalnih proizvodov. Kmalu po letu 108 pr. n. št. je Odesos priznal vrhovno oblast Mitridata VI. Pontskega.
Rimsko mesto Odesus, ki je bilo najprej vključeno v Praefectura orae maritimae in nato leta 15 našega štetja priključeno provinci Meziji (pozneje Moesia Inferior), je obsegalo 47 hektarjev v današnjem osrednjem delu Varne in je imelo ugledna javna kopališča, terme, postavljena v pozno 2. stoletje našega štetja (tako imenovane velike (severne) starorimske terme), zdaj največje rimske ostanke v Bolgariji (stavba je bila široka 100 m, dolga 70 m in visoka 25 m in četrte največje znane rimske terme v Evropi, ki pričajo o pomembnosti mesta. Tu so tudi Male (južne) starorimske terme iz 5.–6. stoletja našega štetja. Poleg tega so arheologi leta 2019 odkrili ruševine stavbe rimskih term iz 5. stoletja našega štetja.
Večje atletske igre so potekale vsakih pet let, verjetno se jih je leta 238 udeležil Gordijan III.
Glavni akvadukt Odesosa je bil pred kratkim odkrit med reševalnimi izkopavanji severno od obrambnega zidu. Akvadukt je bil zgrajen v treh gradbenih obdobjih med 4. in 6. stoletjem; v 4. stoletju je bil akvadukt zgrajen skupaj z mestnim obzidjem, nato pa ob koncu 4. do začetka 5. stoletja, ko so znotraj prvotnega zidanega akvadukta položili cevovod. Tretjič, v 6. stoletju je bil vzporedno s prvotnim zahodno od njega dodan dodaten cevovod, ki je vstopil v mesto skozi rekonstrukcijo trdnjavskega obzidja. Mesto je kovalo kovance, tako kot avtonomni polis kot pod rimskim cesarstvom od Trajana do Salonine, Galijenove žene, od katerih so nekateri preživeli.
Odesos je bil zgodnjekrščansko središče, kot pričajo ruševine dvanajstih zgodnjih bazilik, monofizitskega samostana in navedbe, da je eden od sedemdesetih učencev Ampliat, privrženec svetega Andreja (ki je po legendi Bolgarske pravoslavne cerkve pridigal v mestu leta 56 n. št.), tam služil kot škof. V cesarskih dokumentih iz 6. stoletja je bilo omenjeno kot »najsvetejše mesto«, sacratissima civitas. Leta 442 je bil v Odesosu sklenjen mirovni sporazum med Teodozijem II. in Atilo. Leta 513 je postal žarišče Vitalijskega upora. Leta 536 ga je Justinijan I. postavil za sedež Quaestura exercitus, ki mu je vladal prefekt Skitije ali kvestor Justinijan in je vključeval Spodnjo Mezijo, Skitijo, Karijo, Egejske otoke in Ciper; pozneje je bil vojaški tabor zunaj Odesosa sedež drugega višjega rimskega poveljnika, magister militum per Thracias.

### Bolgarsko osvajanje
Domneva se, da je bila mirovna pogodba z Bizantinskim cesarstvom iz leta 681, ki je ustanovila novo bolgarsko državo, sklenjena v Varni in da je bila prva bolgarska prestolnica južno od Donave morda začasno locirana v njeni bližini – morda v starodavnem mestu blizu Varnskega jezera, ki jo je Justinijan I. poimenoval Theodorias (Θεοδωριάς), preden se je preselila v Plisko 70 kilometrov proti zahodu. Asparuh je nižino reke Varne utrdil z obzidjem pred morebitnim bizantinskim izkrcanjem; Asparuhov val (Asparuhov zid) še vedno stoji. Po mestu in zahodneje so izkopali številne bolgarske naselbine iz 7. stoletja; severne obale Varnskega jezera so bile med vsemi regijami verjetno najgosteje poseljene z Bolgari. Domneva se, da se je Asparuh zavedal pomena rimskega vojaškega tabora (campus tribunalis), ki ga je ustanovil Justinijan I. zunaj Odesosa in ga (ali njegove ostanke) štel za legitimen sedež oblasti tako za Spodnjo Mezijo kot za Skitijo.

### Srednji vek
V srednjem veku je nadzor večkrat prešel iz bizantinskih v bolgarske roke. V poznem 9. in prvi polovici 10. stoletja je bila Varna kraj glavnega skriptorija Preslavske literarne šole v samostanu, ki ga je obdaril Boris I. Bolgarski in ga je morda uporabljal tudi kot svoje samostansko zatočišče. Skriptorij je morda igral ključno vlogo pri razvoju cirilice s strani bolgarskih učenjakov pod vodstvom enega od učencev svetih Cirila in Metoda. Karel Škorpil je domneval, da je tam morda pokopan Boris I. Sintetična kultura s helenističnimi traškimi, rimskimi, pa tudi vzhodnimi – armenskimi, sirskimi, perzijskimi – značilnostmi, ki se je razvila okoli Odesosa v 6. stoletju pod Justinijanom I., je morda vplivala na Plisko-Preslavsko kulturo Prvega bolgarskega cesarstva, domnevno v arhitekturi in plastični krasilni umetnosti, morda pa tudi v literaturi, vključno s cirilistiko. Leta 1201 je Kalojan na veliko soboto z oblegovalnim stolpom zavzel trdnjavo Varna, ki je bila takrat v bizantinskih rokah, in jo zavaroval za Drugo bolgarsko cesarstvo.
Do poznega 13. stoletja, s pogodbo iz Nimfeja iz leta 1261, ofenzivno-obrambnim zavezništvom med Mihaelom VIII. Paleologom in Genovo, ki je odprlo Črno morje za genovsko trgovino, se je Varna spremenila v cvetoče trgovsko pristaniško mesto, ki so ga obiskovali Genovežani in pozneje tudi z beneškimi in dubrovaškimi trgovskimi ladjami. Prvi dve pomorski republiki sta imeli tam konzulate in izseljenske kolonije (dubrovniški trgovci so v 17. stoletju ostali dejavni v pristanišču in delovali iz svoje kolonije v bližnji Provadiji). Mesto sta obdajali dve trdnjavi s svojima manjšima komercialnima pristaniščema, Kastritsi in Galata, v vidnem polju druga drugi, varovali pa sta ga še dve trdnjavi s pogledom na jezera, Magliž in Petrič. Pšenica, živalske kože, med in vosek, vino, les in drugi lokalni kmetijski pridelki za italijanski in konstantinopelski trg so bili glavni izvozni izdelki, sredozemska hrana in luksuzni predmeti pa so bili uvoženi. Mesto je do sredine 14. stoletja uvedlo svoj denarni standard, Varna perper; menjalni tečaj bolgarske in beneške valute je bil določen s pogodbo. Razcvetel se je nakit, gospodinjska keramika, fino usnje in predelava hrane ter druge obrti; v ustju reke Kamčija se je razvilo ladjedelništvo.
Italijanske portolanske karte iz 14. stoletja so Varno prikazovale kot nedvomno najpomembnejše pristanišče med Konstantinoplom in delto Donave; običajno so regijo označevali z Zagoro. Mesto je neuspešno oblegal Amadej VI. Savojski, ki je leta 1366 zavzel vse bolgarske trdnjave južno od mesta, vključno z Galato. Leta 1386 je Varna za kratek čas postala glavno mesto odcepljene kneževine Karvuna, nato pa so jo prevzeli Osmani leta 1389 (in ponovno leta 1444), leta 1413 so ga začasno prepustili Manuelu II. Paleologu (morda do leta 1444), leta 1414 pa so ga Tatari oplenili.

### Pozna osmanska vladavina
Glavno pristaniško, poljedelsko, trgovsko in ladjedelniško središče Osmanskega cesarstva v 16. in 17. stoletju, ki je ohranilo veliko in gospodarsko aktivno bolgarsko prebivalstvo, je Varna pozneje postala ena od štiristranskih trdnjav (skupaj z Roussejem, Šumenom in Silistro), ki ločujejo Dobrudžo od preostale Bolgarije in zadrževanje Rusije v rusko-turških vojnah. Rusi so mesto začasno prevzeli leta 1773 in ponovno leta 1828 po dolgotrajnem obleganju Varne, ki so ga vrnili Osmanom dve leti pozneje po tem, ko je bila srednjeveška trdnjava porušena.
V začetku 19. stoletja so se številni lokalni Grki pridružili domoljubni organizaciji Filiki Eteria. Ob izbruhu grške vojne za neodvisnost (1821) je bila v Varni zabeležena revolucionarna dejavnost. Posledično so osmanske oblasti usmrtile lokalne veljake, ki so sodelovali v grškem narodnem gibanju, medtem ko je drugim uspelo pobegniti v Grčijo in nadaljevati svoj boj.
Britanska in francoska kampanja proti Rusiji v krimski vojni (1854–1856) je Varno uporabljala kot štab in glavno pomorsko bazo; veliko vojakov je umrlo zaradi kolere, mesto pa je opustošil požar. Britanski in francoski spomenik označujeta pokopališča, kjer so bile pokopane žrtve kolere. Leta 1866 je prva železnica v Bolgariji povezala Varno z reko Rousse na Donavi, s čimer je povezala osmansko prestolnico Carigrad s srednjo Evropo; nekaj let je po tej poti vozil Orient Express. Pristanišče Varna se je razvilo kot glavni dobavitelj hrane - zlasti pšenice iz sosednje žitnice Južne Dobrudže - v Carigrad in prometno vozlišče za evropski uvoz v prestolnico; v mestu se je odprlo 12 tujih konzulatov. Lokalni Bolgari so sodelovali pri narodnem preporodu; Vasil Levski je ustanovil tajni revolucionarni komite.

### Tretja bolgarska država
Leta 1878 je mesto, ki je imelo 26.000 prebivalcev, prepustila Bolgariji ruska četa, ki je vstopila 27. julija. Varna je postala frontno mesto v prvi balkanski in prvi svetovni vojni; njeno gospodarstvo je močno prizadela začasna izguba njenega agrarnega zaledja Južne Dobrudže v Romunijo (1913–16 in 1919–40). V drugi svetovni vojni je Rdeča armada septembra 1944 zasedla mesto in pomagala utrditi komunistično oblast v Bolgariji.
Varna, eno od zgodnjih središč industrijskega razvoja in bolgarskega delavskega gibanja, se je uveljavila kot glavno izvozno pristanišče v državi, glavno središče pridelave žita in vinogradništva, sedež najstarejše visokošolske ustanove v državi zunaj Sofije, priljubljeno prizorišče za mednarodni festivali in dogodki ter de facto poletna prestolnica države s postavitvijo kraljeve poletne palače Euxinograd (trenutno bolgarska vlada tam sklicuje poletna zasedanja). Množični turizem se je pojavil od poznih 1950-ih. Težka industrija in trgovina s Sovjetsko zvezo sta se razmahnila v 1950-ih do 1970-ih.
Od 20. decembra 1949 do 20. oktobra 1956 je komunistična vlada mesto preimenovala v Stalin po sovjetskem diktatorju Josifu Stalinu.
Leta 1962 je bila v Varni 15. šahovska olimpijada, znana tudi kot svetovno ekipno prvenstvo, ki jo je organizirala FIDE. V letih 1969 in 1987 je Varna gostila svetovno prvenstvo v ritmični gimnastiki. Od 30. septembra do 4. oktobra 1973 je v Palači kulture in športa potekal 10. olimpijski kongres.
Varna je postala priljubljeno letovišče za vzhodne Evropejce, ki jim je bilo do leta 1989 prepovedano potovati na zahod. Eden od njih, veteran vzhodnonemških komunistov Otto Braun, je leta 1974 umrl na počitnicah v Varni.

## Geografija
Mesto zavzema 238 km² na zelenih terasah (monoklina Varnske Mezijske plošče), ki se spuščajo od apnenčaste planote Franga (višina 356 m) na severu in planote Avren na jugu, vzdolž Varnenskega zaliva Črnega morja v obliki podkve, podolgovato Varnsko jezero in dve umetni vodni poti, ki povezujeta zaliv in jezero in ju premošča Asparuhov most. Je središče rastočega somestja, ki se razteza vzdolž morske obale 20 km severno in 10 km južno (večinoma stanovanjsko in rekreacijsko območje) ter ob jezeru 25 km zahodno (večinoma promet in industrija objekti). Že od antike je mesto obdano z vinogradi, sadovnjaki in gozdovi. Komercialne ladijske zmogljivosti se selijo v notranjost jezer in kanalov, medtem ko zaliv ostaja rekreacijsko območje; skoraj vsa obala je park.
Mestno območje ima več kot 20 km peščenih plaž in je bogato z izviri termomineralne vode (temperatura 35–55 °C). Ima blago podnebje pod vplivom morja z dolgimi, blagimi, sredozemskim podobnimi jeseni ter sončnimi in vročimi, a precej hladnejšimi od sredozemskih poletij, ki jih ublažijo sapice in redne padavine. Čeprav Varna prejme približno dve tretjini povprečne količine padavin za Bolgarijo, obilna podzemna voda ohranja poleti njene gozdnate hribe bujne. Mesto je od severnih in severovzhodnih vetrov odrezano s hribi vzdolž severnega rokava zaliva, vendar sta lahko januar in februar občasno še vedno zelo mrzla, z nevihtami. Črnomorska voda je po letu 1989 postala čistejša zaradi zmanjšanja kemičnih gnojil v kmetijstvu; ima nizko slanost, manjka velikih plenilcev ali strupenih vrst, obseg plimovanja pa je skoraj neopazen.
Mesto leži 470 km severovzhodno od Sofije; najbližja večja mesta so Dobrič (45 km proti severu), Šumen (80 km proti zahodu) in Burgas (125 km proti jugozahodu).

### Podnebje
Varna ima vlažno subtropsko podnebje (Köppnova podnebna klasifikacija Cfa). Posebno črnomorsko podnebje je milejše kot v celinskih delih države in vpliv morja zmanjšuje vpliv občasnih hladnih zračnih mas s severovzhoda. Povprečna količina padavin je najmanjša v državi, sonca pa je veliko. Poletje se začne v začetku maja in traja do začetka oktobra. Temperature poleti se običajno gibljejo med 27–30 °C podnevi in med 17–18 °C ponoči. Temperatura morske vode v poletnih mesecih je običajno v območju 24–27 °C. Pozimi so temperature okoli 6–7 °C podnevi in 0 °C ponoči. Sneg je možen v najhladnejših mesecih, vendar se hitro stopi. Najvišja kdaj koli zabeležena temperatura je bila 41,4 °C julija 1927, najnižja -24,3 °C pa februarja 1929.

### Občine in urbanistično načrtovanje
Mesto je zakonsko razdeljeno na pet okrožij (bolgarsko райони, latinizirano: rajoni), vsako s svojim županom in svetom: Asparuhovo, Mladost, Odessos (zgodovinsko središče), Primorski (največje z uradnim prebivalstvom 102.000, ki vključuje tudi obmorska letovišča severno od središča mesta) in Vladislav Varčenčik. Okrožja so sestavljena iz različnih delov z značilnostmi in zgodovino. Tudi vasi imajo župana ali županskega podžupana (kmetski namestnik).

## Gospodarstvo
Gospodarsko je Varna med najuspešnejšimi in najhitreje rastočimi bolgarskimi mesti. Leta 2016 je stopnja brezposelnosti znašala 3,5 %, povprečna plača pa skoraj 900 lv (450 €) na mesec. Gospodarstvo temelji na storitvah, 61 % neto prihodkov se ustvari v trgovini in turizmu, 16 % v proizvodnji, 14 % v prometu in komunikacijah ter 6 % v gradbeništvu. Finančne storitve, zlasti bančništvo, zavarovalništvo, upravljanje naložb in financiranje nepremičnin, so v razcvetu. Od decembra 2008 posledice svetovne finančne krize še niso bile hude. Mesto je najbolj vzhodna destinacija panevropskega prometnega koridorja 8 in je preko mesta Rousse povezano s koridorjema 7 in 9. Glavne industrije tradicionalno vključujejo prevoz (Navibulgar, pristanišče Varna, letališče Varna), distribucijo (Logistični park Varna[62]), ladjedelništvo, popravilo ladij in druge pomorske industrije.
Največje pristanišče v Bolgariji je pristanišče Varna, skozi katerega se letno pretovori več kot 7 milijonov ton tovora.
Junija 2007 sta Eni in Gazprom razkrila projekt Južni tok, po katerem naj bi 900 kilometrov dolg obalni plinovod iz ruske Džubge z letno zmogljivostjo 63 milijard metrov prišel do obale pri Varni, verjetno v bližini plinskega polja Galata na morju, na poti v Italijo in Avstrijo. Kljub temu je bil projekt ustavljen zaradi spora med EU in Rusijo.
Varna z bližnjima mestoma Beloslav in Devnja tvori industrijski kompleks Varna-Devnja, kjer so nekateri največji kemični, termoelektrarni in proizvodni obrati v Bolgariji, vključno s termoelektrarno Varna in Sodi Devnja, dvema največjima denarnima privatizacijskima posloma v novejši zgodovini države. Obstajajo tudi pomembne zmogljivosti za radijske navigacijske naprave, gospodinjske aparate, varnostne sisteme, tekstil, oblačila, hrano in pijačo, tiskarstvo in druge industrije. Nekateri proizvodni veterani se umikajo postindustrijskemu razvoju: nakupovalno središče ECE prevzame mesto nekdanje tovarne dizelskih motorjev VAMO, pivovarno Varna pa nadomesti kongresni center.
Turizem je izrednega pomena s primestnimi obmorskimi letovišči Zlati peski, Riviera Holiday Club, Sunny Day, Sveti Konstantin in Helena, ki so leta 2016 privabila približno 1 milijon tujih turistov. Letovišča so v poznih 1990-ih in na začetku 21. stoletja prejela znatne notranje in tuje naložbe in so okolju prijazne, saj so pomirjujoče daleč od kemičnih in drugih dimnikov industrije. Varna je tudi edina bolgarska mednarodna destinacija za križarjenja ter velikim mednarodnim konferenčnim in SPA centrom. Varna South Bay postaja tudi priljubljeno območje za turiste.
Najvišja stavba v mestu je Interhotel Cherno More z višino 72,2 metra.
Nepremičnine so v obdobju 2003–2008 doživele razcvet z nekaterimi najvišjimi cenami v državi in do jeseni 2007 presegle Sofijo. Leta 2017 je Varna druga po številu gradbenih projektov.
Kar zadeva maloprodajo, mesto nima le nabora mednarodnih velikih trgovcev na drobno, ki jih zdaj najdemo v večjih bolgarskih mestih, temveč se ponaša z nacionalnimi verigami Made-in-Varna z lokacijami, ki se razprostirajo po vsej državi, kot so trgovec na drobno Piccadilly, znana veriga restavracij Happy in Lekarniška veriga Sanita. Mall Varna, Grand Mall in Delta Planet Mall so tri največja nakupovalna središča v Varni, ki mesto spreminjajo v privlačno nakupovalno destinacijo. Mesto ima številne najboljše restavracije v državi in je polno restavracij z etnično hrano. Obstaja množica internetnih kavarn in številni kraji, vključno s parki, so pokriti z brezplačno javno brezžično internetno storitvijo. Varna je z drugimi črnomorskimi mesti povezana s podmorskim črnomorskim kablovskim sistemom iz optičnih vlaken.

## Znamenitosti
Mestne znamenitosti so Arheološki muzej Varna, kjer je razstavljeno zlato iz Varne, rimske terme, Muzej parka Bitka pri Varni, Mornariški muzej v italijanski vili Assareto z muzejsko ladjo Drazki (torpedni čoln), Etnografski muzej v osmanskem obdobju kompleks, ki prikazuje življenje lokalnih mestnih prebivalcev, ribičev in kmetov v poznem 19. in zgodnjem 20. stoletju.
Morski vrt je najstarejši in morda največji park v mestu, ki vsebuje gledališče na prostem (prizorišče mednarodnega baletnega tekmovanja, opernih predstav in koncertov), akvarij v Varni (odprt 1932), delfinarij Festa (odprt 1984), Observatorij in planetarij Nikolaja Kopernika, prirodoslovni muzej, terarij, živalski vrt, alpineum, otroški zabaviščni park z ribnikom, čolnarno in drsališčem ter druge zanimivosti. Aleja narodnega preporoda je okrašena z bronastimi spomeniki uglednih Bolgarov, Aleja kozmonavtov pa vsebuje drevesa, ki so jih zasadili Jurij Gagarin ter drugi sovjetski in bolgarski kozmonavti. Vrt je nacionalni spomenik krajinske arhitekture in velja za največji urejeni park na Balkanu.
Ob obalni promenadi se vrsti niz klubov na plaži, ki ponujajo živahno sceno rocka, hip-hopa, bolgarskega in ameriškega popa, tehna in čalge. Oktobra 2006 je The Independent Varno poimenoval »novo zabavno zabavno mesto v Evropi, prestolnica dobrega časa v Bolgariji«. Mesto uživa sloves po vsej državi zaradi rocka, hip-hopa, svetovne glasbe in drugih izvajalcev, klubov in povezanih dogodkov, kot je July Morning ter mednarodnih rock in hip-hop (vključno z grafiti[69]) prizorišč.
Mestne plaže, znane tudi kot morske terme (морски бани, morski bani), so posejane z viri vroče (do 55 °С) žveplove mineralne vode (uporabljajo se za zdravilišča, bazene in javne tuše) in preluknjane majhne zaščitene marine. Poleg tega je 2,05 km dolg in 52 m visok Asparuhov most priljubljena točka za skok z elastiko. Zunaj mesta so palača Euksinograd, park in vinska klet, botanični vrt Univerze v Sofiji (Ecopark Varna), skalni fenomen Pobiti Kamani in srednjeveški jamski samostan Aladža.
Tako kot druga mesta v regiji ima Varna svoj delež potepuških psov, mirnih in prijaznih, z utripajočimi oranžnimi sponkami na ušesih, ki kažejo, da so bili kastrirani in cepljeni. Vendar pa v mestnem živalskem svetu prevladujejo vseprisotni galebi, medtem ko v Morskem vrtu živijo rjave veverice. Tudi mačke so povsod po mestu. Januarja in februarja labodi selitve prezimujejo na zaščitenih plažah.[70]

### Cerkve
Pomembni stari bolgarski pravoslavni templji so metropolitanska stolnica Vnebovzetja Matere božje (škofije Varna in Veliki Preslav); Theotokos Panagia iz zgodnjega 17. stoletja (zgrajena na mestu prejšnje cerkve, kjer je bil morda pokopan Ladislav III.); Atanazija (nekdanja grška metropolitanska stolnica) na mestu porušene cerkve iz 10. stoletja; kapela sv. Petke Paraškeve iz 15. stoletja; mornarska cerkev svetega Nikolaja; kapela nadangela Mihaela, kraj prve bolgarske posvetne šole iz obdobja narodnega preporoda; in sv. Konstantina in Helene istoimenskega primestnega samostana iz 14. stoletja.
Ostanki velike trdnjave bazilike iz 4. do 5. stoletja v parku Džanavara južno od mesta postajajo turistična destinacija z nekaj izjemnimi mozaiki, prikazanimi na kraju samem. Ostanki druge ogromne bazilike iz 9. stoletja, ki mejijo na skriptorij v samostanu Bogorodice Panagije Borisa I., se izkopavajo in konzervirajo. Obnavljajo tudi škofovsko baziliko iz 4. do 5. stoletja severno od Term. Obstaja tudi nekaj novejših pravoslavnih templjev; dva, posvečena apostolu Andreju in lokalnemu mučencu sv. Prokopiju iz Varne, sta trenutno v izgradnji. Na tem območju so zrasle številne manjše pravoslavne kapelice. V začetku leta 2009 je Vasil Danev, vodja etnične organizacije Združenih romskih skupnosti (FORO), dejal, da bodo lokalni Romi postavili tudi pravoslavno kapelo.
Obstaja armenska apostolska cerkev; dve rimskokatoliški cerkvi, uspešna evangeličanska metodistična škofovska cerkev, ki ponuja orgelske koncerte, aktivni evangeličanski binkoštniki, adventisti sedmega dne in dve baptistični cerkvi.
Dve stari mošeji (ena je odprta) sta se ohranili še iz osmanskih časov, ko jih je bilo v mestu 18, prav tako dve nekoč veličastni, a danes propadajoči sinagogi, sefardska in aškenaška, slednja v gotskem slogu (je v fazi obnove ). Novo mošejo so nedavno dodali v južnem okrožju Asparuhovo, ki oskrbuje sosednjo muslimansko romsko sosesko.
Obstaja tudi budistični center.
- Stolnica Vnebovzetja Matere božje ponoči
- Mornarska cerkev svetega Nikolaja
- Cerkev sv. Atanazija s starodavnimi termami v ospredju
- Notranjost stolnice Marijinega vnebovzetja

### Arhitektura
Do leta 1878 je bila Varna osmansko mesto večinoma lesenih hiš v slogu, značilnem za črnomorsko obalo, gosto posejanih vzdolž ozkih, vijugastih ulic. Obdana je bila s kamnitim obzidjem, obnovljenim v 1830-ih s citadelo, jarkom, okrašenimi železnimi vrati, obkroženimi s stolpi, in obokanim kamnitim mostom čez reko Varno. Kraj je poln predsomanskih ostankov, starodavne ruševine so pogosto uporabljali kot kamnolome.
Danes je od te zapuščine ostalo zelo malo; središče mesta je v poznem 19. in zgodnjem 20. stoletju obnovil nastajajoči bolgarski srednji razred v zahodnem slogu z lokalnimi interpretacijami neorenesanse, neobaroka, neoklasicizma, secesije in art decoja (številne stavbe, katerih lastništvo je bilo obnovljeno po letu 1989 prenovljena).
Zidovi porušenega mestnega obzidja so bili uporabljeni za stolnico, dve elitni srednji šoli in za tlakovanje novih bulvarjev. Srednji razred je gradil praktične meščanske hiše in zadruge. Elegantne dvorce so postavili na glavnih bulvarjih in v vinogradih severno od mesta. Nastalo je nekaj industrijskih delavskih predmestij (enodružinskih koč z majhnimi zelenimi dvorišči). Begunci iz vojn iz 1910-ih so se prav tako naselili v podobnih revnejših, a živahnih soseskah ob obrobju mesta.
Med hitro urbanizacijo od 1960-ih do zgodnjih 1980-ih so se velika stanovanjska naselja razširila na zemljišča, ki so jih prej pokrivali majhni zasebni vinogradi ali kmetijske zadruge, saj se je mestno prebivalstvo potrojilo. Obalna letovišča so bila zasnovana večinoma v elegantnem modernem slogu, ki se je nekoliko izgubil v nedavnih izdatnejših prenovah. Moderne znamenitosti 1960-ih so Palača kulture in športa, zgrajena leta 1968.
Z vrnitvijo države v kapitalizem od leta 1989 so tako v središču mesta kot na terasah v zgornjem delu mesta s pogledom na morje in jezero rasle prestižne stanovanjske stavbe. Vinogradi Varne (лозя, lozya), ki segajo morda v antiko in se raztezajo kilometre naokoli, so se začeli spreminjati iz večinoma podeželskih območij, posejanih s poletnimi hišami ali vilami, v bogata predmestja z razkošnimi vilami in družinskimi hoteli, ki jih pooseblja raziskani postmodernistični kič Vile Aqua.
Z novo primestno gradnjo, ki je močno prehitela rast infrastrukture, so se aktivirali starodavni zemeljski plazovi, ki so začasno prekinili glavne ceste. Ko se je število vozil od leta 1989 početverilo, je Varna postala znana po prometnih zastojih; parkiranje na zelenih, a ozkih ulicah starega mesta običajno poteka po pločnikih. Hkrati pa v romskih soseskah na zahodnem robu mesta zaradi zapletenosti lokalne politike ostajajo predeli barakarskih naselij, ki bolj ustrezajo Riu de Janeiru.
Obalna letovišča so bila na novo zgrajena in razširjena, a na srečo ne tako močno prekomerno razvita kot druge turistične destinacije na bolgarski črnomorski obali, njihovo zelenje pa je bilo večinoma ohranjeno. Nove sodobne poslovne stavbe so začele preoblikovati staro središče in okolico mesta.

## Kultura
Varna ima nekaj najboljših in najstarejših muzejev, profesionalnih umetniških podjetij in umetniških festivalov v državi in je znana po svojih stoletnih tradicijah v vizualnih umetnostih, glasbi in založništvu knjig, pa tudi po živahnem trenutnem hip hopu in popu -kulturna scena. V zadnjih desetletjih se je razvil v festivalsko središče mednarodnega ugleda.